# Ulica Dziekania w Warszawie
Ulica Dziekania – ulica warszawskiego Starego Miasta, biegnąca wzdłuż bazyliki archikatedralnej św. Jana od placyku tworzonego przez ul. Kanonię do ul. Świętojańskiej.

## Historia
Ulica została wytyczona w XIV wieku na terenie należącym do dziekana kanoników kolegiaty św. Jana (obecnie bazyliki archikatedralnej). Przekazany teren był wyłączony spod jurysdykcji miejskiej i należał do jurydyki Dziekania.
Całą północną pierzeję ulicy wypełniała boczna ściana kolegiaty, zaś południową – pałac dziekana kanoników kolegiaty, kamienica wikariuszy nie odbudowana po zniszczeniu w roku 1944, oraz gmach szkoły kolegiackiej, przypisany numeracji ul. Świętojańskiej.
Około roku 1620 nad początkowym, wschodnim odcinkiem Dziekanii, od strony ul. Kanonii, przerzucono kryty, arkadowy ganek będący końcowym fragmentem strzeżonego przejścia z Zamku Królewskiego do katedry św. Jana. Zabezpieczenie wprowadzono po nieudanym zamachu na króla Zygmunta III Wazę, którego dokonał Michał Piekarski.
Analogiczne arkadowe przejście przebito w wystawionej w roku 1649 dzwonnicy kolegiaty, zamykającej drugi, zachodni odcinek ulicy, u wylotu na ul. Świętojańską.
Od połowy XIX wieku ulicę oświetlały latarnie gazowe zamocowane na przyściennych wysięgnikach, zaś bruk ulicy otrzymał dekorację w formie rombów z kamienia o odmiennej kolorystyce.
Niemal całe otoczenie ulicy uległo zniszczeniu w roku 1944, m.in. za sprawą eksplozji miny samobieżnej Goliath, która podczas powstania warszawskiego uderzyła w południową ścianę korpusu katedry św. Jana. Podczas odbudowy katedry w latach 1947–1956 w miejscu eksplozji w mur świątyni wmurowano gąsienicę innego pojazdu, Sd.Kfz.301 Borgward.
Wobec decyzji o zaniechaniu odbudowy kamienicy wikariuszy, jedynym obiektem przypisanym numeracji Dziekanii jest pałac dziekana kanoników z roku 1610, odbudowany w latach 1966–1968 według projektu Stanisława Marzyńskiego. 

## Ważniejsze obiekty
- Bazylika archikatedralna św. Jana Chrzciciela
- Muzeum Archidiecezji Warszawskiej